# Aïnous (ethnie de Chine)
Pour les articles homonymes, voir Aïnou et Abdal.
 (mai 2009).
Si vous disposez d'ouvrages ou d'articles de référence ou si vous connaissez des sites web de qualité traitant du thème abordé ici, merci de compléter l'article en donnant les références utiles à sa vérifiabilité et en les liant à la section « Notes et références ».
Les Aïnous (ou Ainus ou Aynu, Aini, Abdal, chinois : 艾努 ; pinyin : àinǔ) sont un groupe ethnique de la région autonome du Xinjiang en Chine. Ils n'ont aucun lien avec les Aïnous du Japon et des Îles Kouriles.
Leur population est évaluée à environ 30 000 personnes. Sur le territoire chinois, ils sont assimilés à la nationalité ouïghour, mais sont ostracisés par les Ouïghour.
Ils vivent majoritairement dans le Désert du Taklamakan, à l'extrême sud-ouest du Xinjiang, dans les préfectures de Kachgar et Hotan.
Ils sont majoritairement musulmans sunnites, bien qu'une minorité d'entre eux soit chiite.
Leur langue est une langue turque proche du ouïghour. Son vocabulaire inclut de nombreux mots issus du persan, probablement en raison de leur proximité géographique avec l'Afghanistan.